# Pardosa jabalpurensis
Pardosa jabalpurensis este o specie de păianjeni din genul Pardosa, familia Lycosidae, descrisă de Gajbe și Gajbe, 1999. Conform Catalogue of Life specia Pardosa jabalpurensis nu are subspecii cunoscute.